# Porządkowy

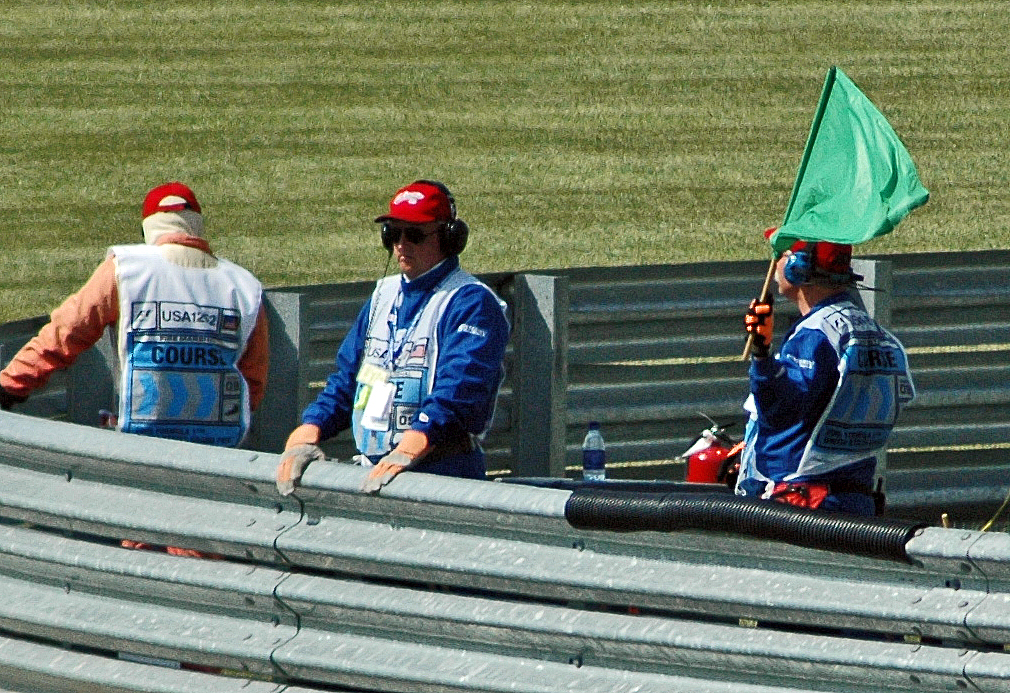
Porządkowi podczas Grand Prix Stanów Zjednoczonych w 2005 roku

Porządkowy (marshal) – przeszkolona osoba z obsługi toru, pomaga kierowcom wyjść z samochodu i ewentualnie gasi niewielkie pożary.